# 2011年—2013年俄罗斯示威

其中一面反普京示威者所使用的旗幟。

2011年－2013年俄罗斯示威是因2011年俄罗斯国家杜马选举引起的示威和抗议活动，许多俄罗斯公民、政治活动家和记者参加抗议以反对选举中存在的舞弊和违法行为。12月10日，俄罗斯全国各地发生了自苏联解体以来规模最大的抗议活动，抗议的对象直指执政的统一俄罗斯党和时任总理普京领导的政府、以及普京谋求2012年总统的参选计划。

## 发生背景
根据俄罗斯新闻社的报道，杜马选举中全国各地有超过1100个违规报告，其中包括不正当选举、阻挠选举监察员正常工作以及其他非法的行为。而公正俄罗斯党、亚博卢党和俄羅斯聯邦共產黨的党员均报告说在许多投票站有选民被禁止投票和有人偷偷灌票的事实发生。亚博卢党和俄羅斯自由民主黨报告说他们中的一些监察员被禁止观察投票箱的密封过程和进行视频拍摄，他们中的一些人还被驱赶出了投票站。执政的统一俄罗斯党声称：反对党存在在投票站向民众分发传单和报纸等非法活动，在一些投票站选民还由于受到共產黨的暴力威胁而被迫做出的投票。

## 事件进展

### 2011年

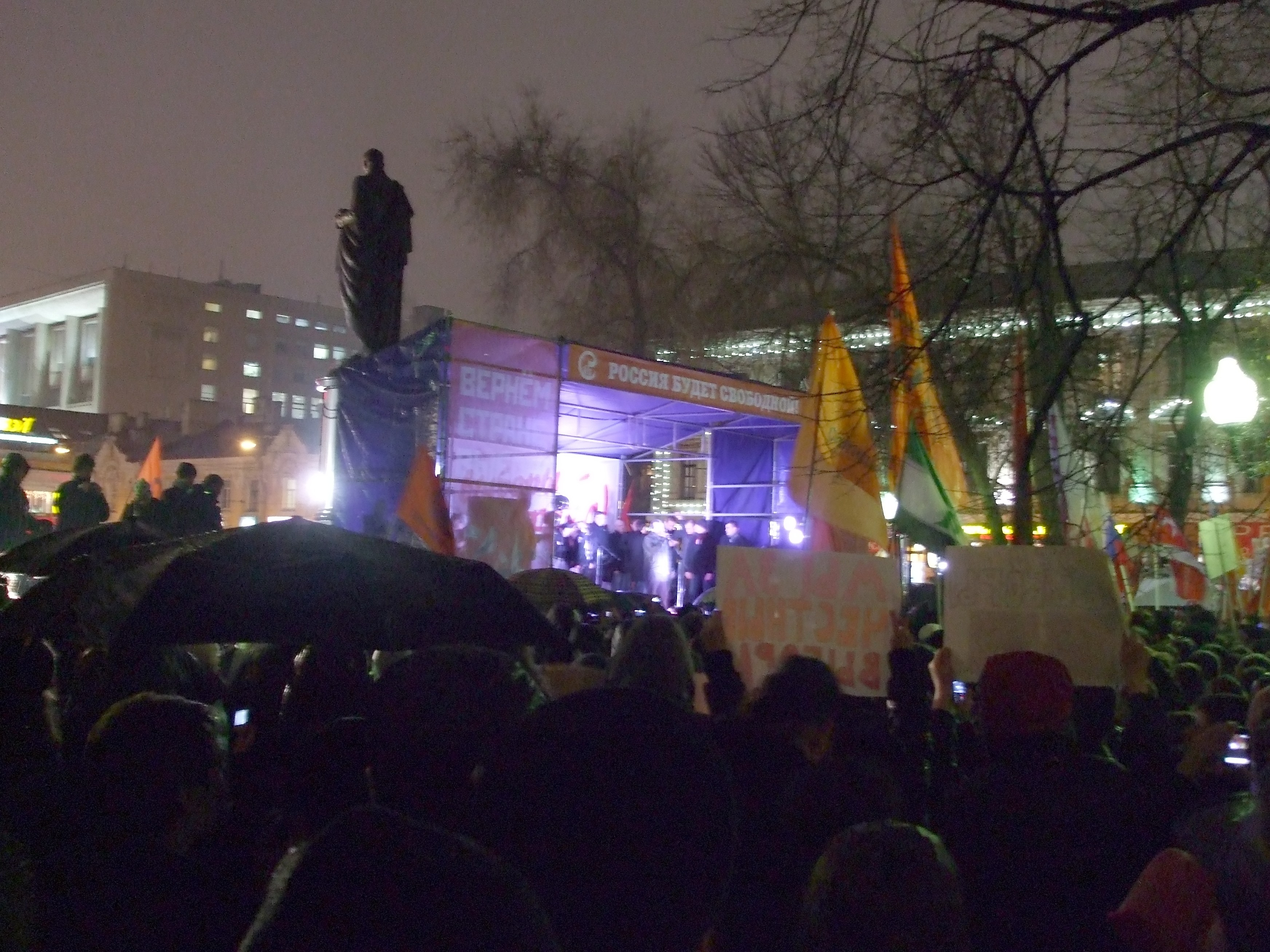
12月5日在莫斯科的抗议集会

集会的标志—白丝带象征诚实纯洁，以反对选举舞弊

12月5日，大约8000人在莫斯科革命广场举行反政府示威活动，他们宣称普京与他的政府操控了这次选举，他们认为选举是虚假的并且普京应该下台，一些人还高喊了要求革命的口号。

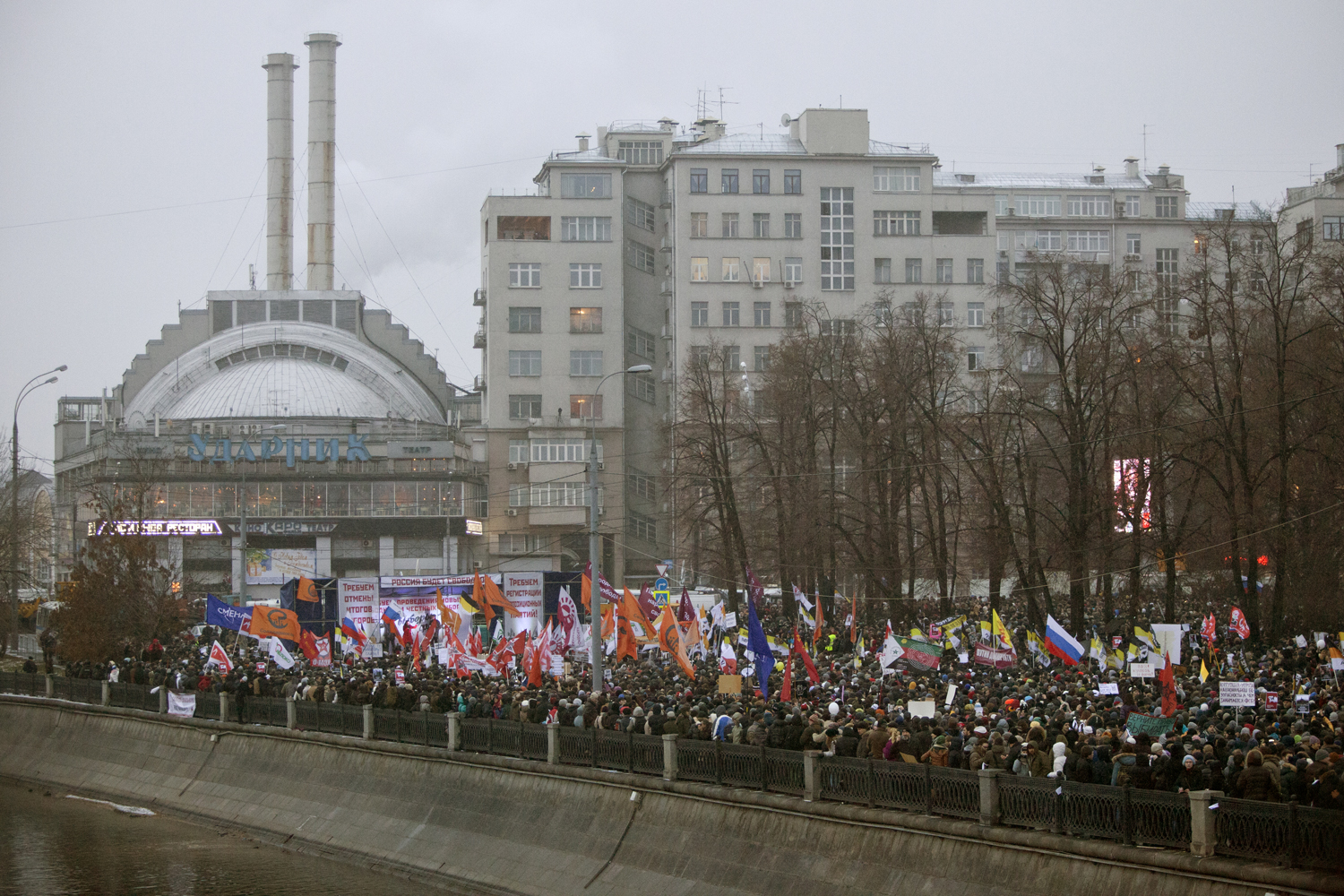
12月10日在莫斯科博洛特納亞廣場的抗议

12月6日，大约500名支持統一俄羅斯黨的人在红场附近游行。乘坐卡车到来的士兵和警察使用水枪对付反政府示威者，大约300人在莫斯科、120人在圣彼得堡被捕。6日夜晚，至少600名抗议者在胜利广场举着反对普京的标语，一些人在克里姆林宫附近与防爆警察和内政部的士兵发生了冲突，100人被警察驱散，一些人被捕。后来在胜利广场抗议的人数达到了1000人以上，又有许多人被捕，其中包括反对派领袖、前第一副总理鲍里斯·涅姆佐夫和著名的博客作家、社会活动家阿列克谢·阿纳托利耶维奇·纳瓦利内。

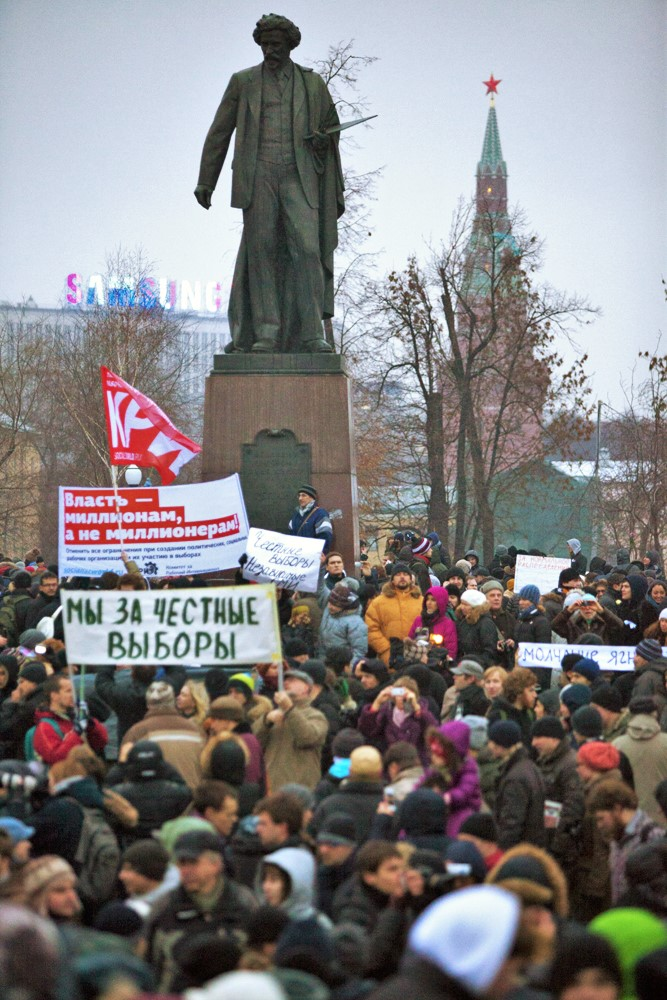
12月10日在莫斯科博洛特納亞廣場集会的群众

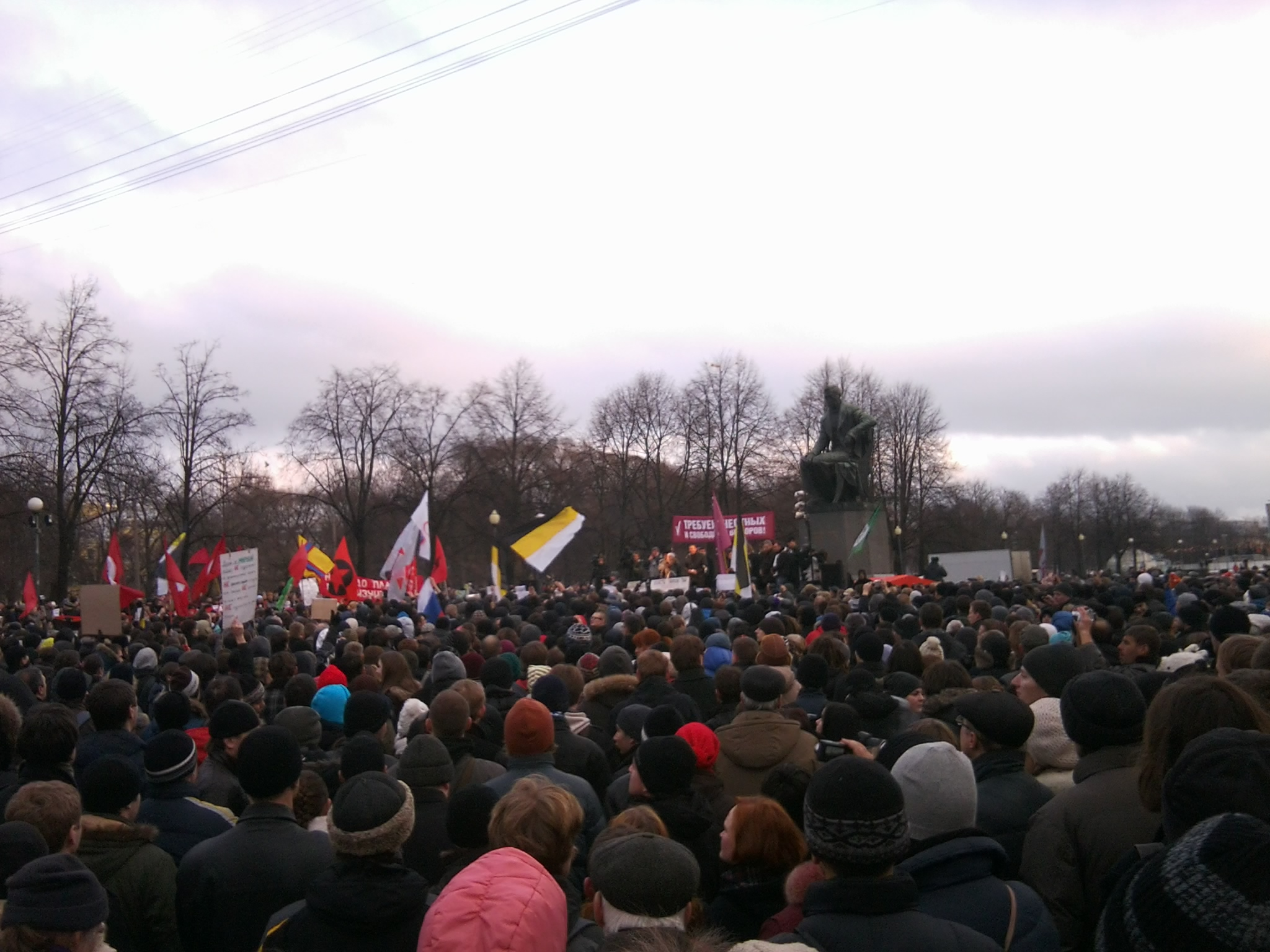
12月10日圣彼得堡的集会

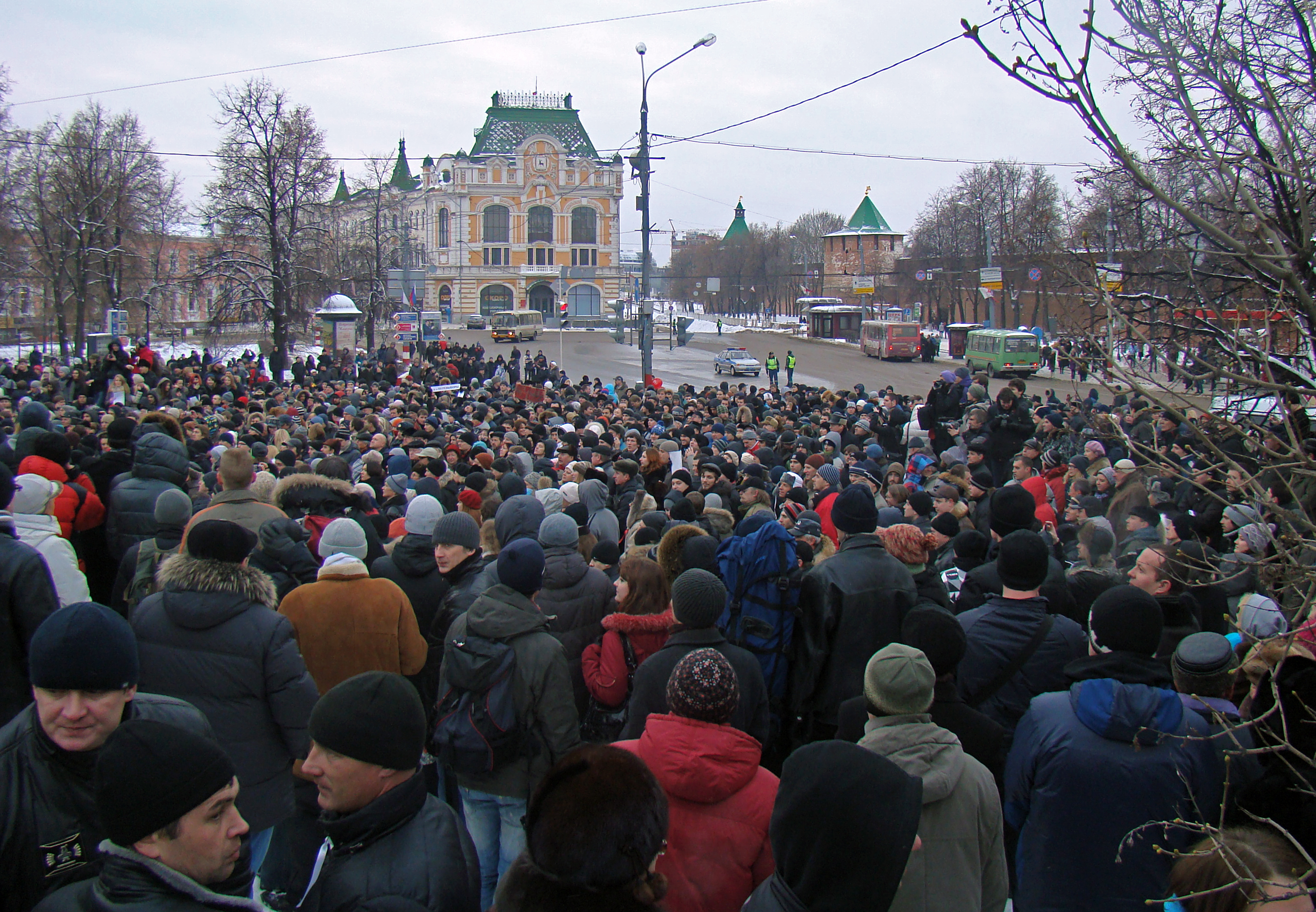
12月10日在下诺夫哥罗德抗议的民众

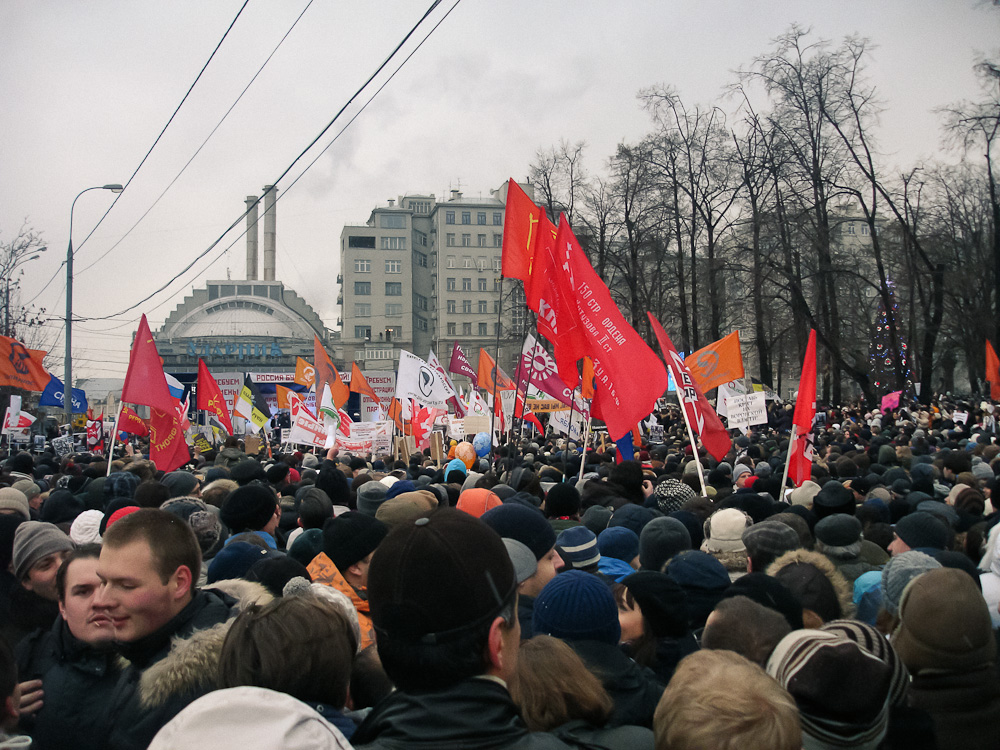
12月10日

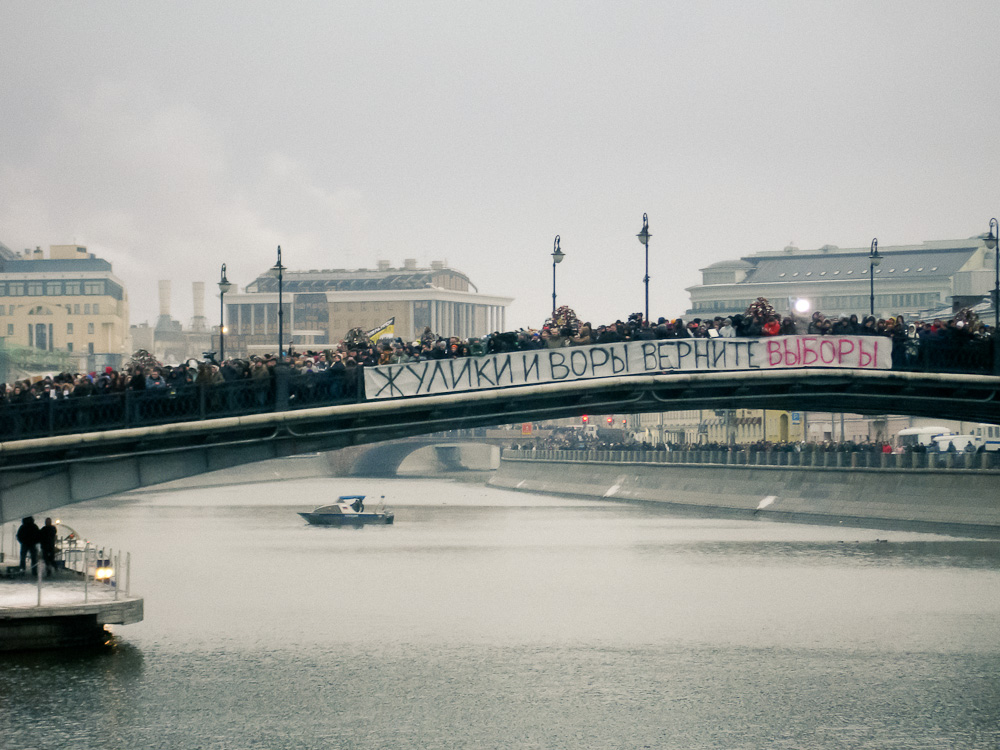
12月10日

12月10日，俄罗斯有50多个城市爆发示威活动，数万民众涌上街头抗议普京领导的统一俄罗斯党在杜马选举中舞弊，要求重新选举及结束普京的统治，这成为自苏联解体以来俄规模最大的示威活动。反对党派通过社交网站facebook和twitter呼吁民众参加行动来表达不满，在莫斯科有近5万人冒着暴风雪响应，他们从下午2时开始聚集在市中心附近的广场高喊“要求公平选举”的口号和高举着海报，广场周围部署了5万名军警，还有直升机在广场上空盘旋。圣彼得堡有1万人上街游行，呼吁废除这次选举结果并重新投票。在俄远东最大城市海参崴，超过1000名民众在街道上示威并高喊“普京是个虱子！”等口号，有人还举个一个画上统一俄罗斯党党徽和写有“这些鼠辈们应该滚蛋！”的布条。在新西伯利亚有3,000人、葉卡捷琳堡有4,000人集会抗议。其他城市如 加里寧格勒、托木斯克、鄂木斯克、阿尔汉格尔斯克、摩爾曼斯克、克拉斯諾亞爾斯克、庫爾干、彼尔姆、卡累利阿、哈巴罗夫斯克、喀山、下诺夫哥罗德與海參崴等地都有抗议活动的发生。在西伯利亚城市彼尔姆的一场示威活动中15人被捕。在远东城市哈巴罗夫斯克，在一起未经批准的游行集会中有30人被捕。当天总计全国有100人被捕，大多数发生在莫斯科以外。
而与此同时，旅居海外的俄罗斯人也在各自居住的城市举行示威抗议，如纽约、伦敦、香港、东京和温哥华等数十个城市也有俄籍人士的抗议活动。
五点要求
截止12月10日反对派对当局提出了五点要求:
1. 释放政治犯
2. 废除选举结果
3. 选举委员会主席弗拉基米尔·丘洛夫应该辞职，当局对选举舞弊情况展开调查
4. 反对党重新登记注册，制订出一个新的民主的政党法和选举法
5. 重新进行一场新的民主的公开的杜马选举

组织方表示：如果他们的要求得不到当局的满足，他们会在12月24日举行另一场大规模的集会。

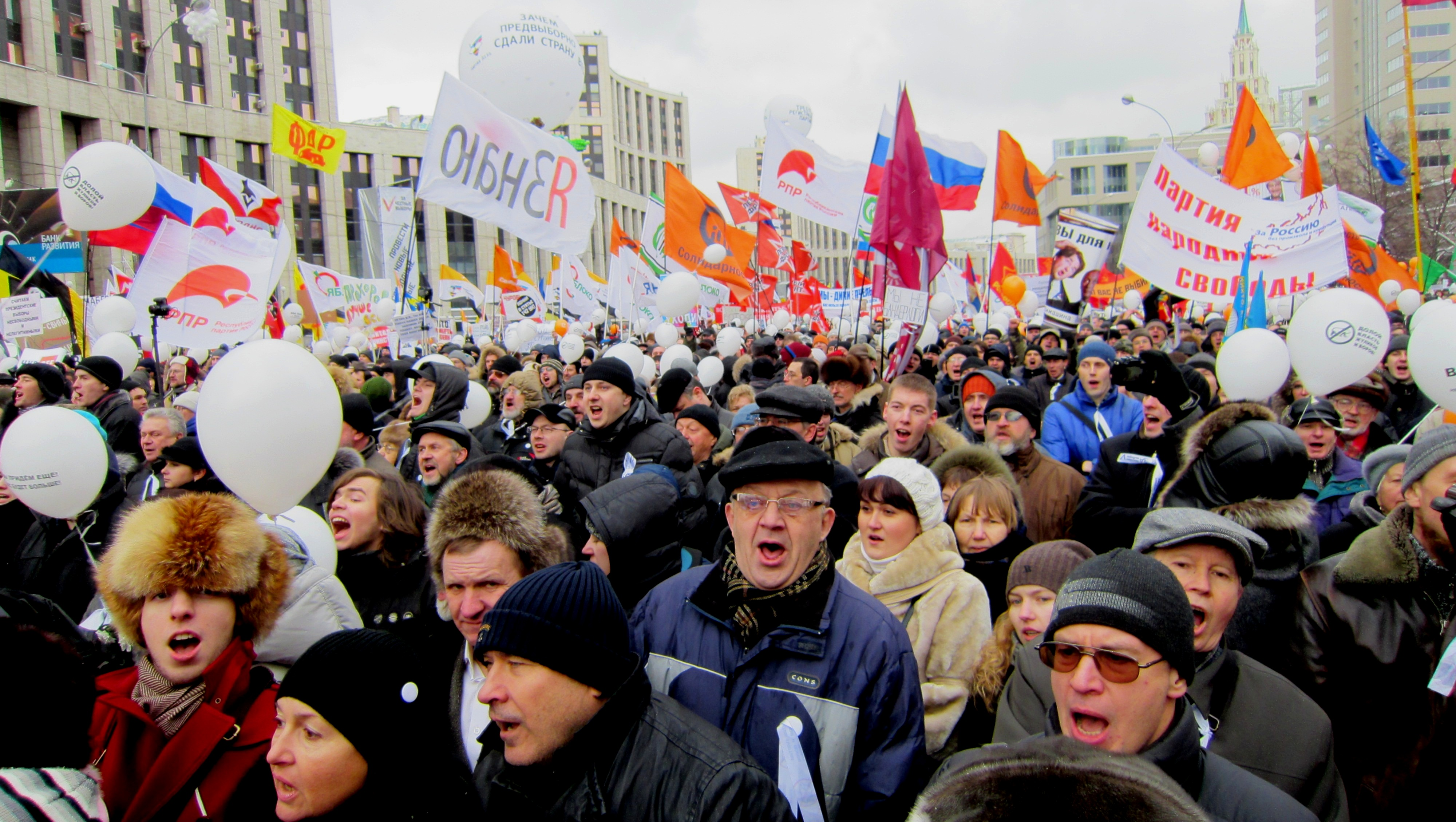
12月24日在莫斯科举行的示威活动

12月24日，俄罗斯各大城市再次爆发反对普京的游行示威，在莫斯科有至少三万人参加，圣彼得堡、车里雅宾斯克、托木斯克等城市也有类似集会，其中圣彼得堡有1500人参加抗议，民众抗议杜马选举不公和要求执政12年的普京下台，呼吁建设一个没有普京的俄罗斯，并要求重新举行杜马选举。

### 2012年
2012年2月4日，在莫斯科的纪念二战建筑附近，举行了"Anti-Orange protest"示威活动。参与的组织包括: 俄罗斯爱国者党、俄罗斯公民贸易联合会（Trade Union of Russian citizens）、俄罗斯退休者联合会（Pensioner Union of Russia）、俄罗斯阿富汗战争退伍老兵联合会（Russian Union of Afghanistan veterans）、帮助实现公民宪法权利（Assistance to realisation of constitutional rights of citizens，人权组织）。莫斯科警察表示有13.8万人参与了示威，而组织者则表示有超过16万人参加。
9月15日，数万人走上街头举行入夏以来第一次大规模的反普京示威，整场示威和平举行，以示当局的强硬镇压政策无法击垮反对声浪。当局调派了近7000名警察在周围严阵以待，还有一架警用直升机在空中盘旋。

## 国内反应
前苏联领导人戈尔巴乔夫呼吁俄当局调查杜马选举中出现的违规事件，他认为选举结果不能反映民意，当局应宣布结果无效并重新进行选举。
普京表示民众有权进行集会，但是必须遵守相关法律；12月12日，普京的发言人培斯科夫说：“就算把这些所谓的选举受操控的证据全加起来，那也不过占了总票数的0.5%”，“就算我们接纳它们为可在法庭呈堂的证据，那也不可能影响这次选举的合法性和选举的结果。” 梅德韦杰夫承认投票中存在违法行为并要求展开彻底调查；12月11日，梅德韦杰夫在他的Facebook个人主页上留言称：他不同意反对派的要求，不过他已下令对舞弊展开清查，于是之后有数千名Facebook用户留言激烈批评他的这些言论。12月10日，统一俄罗斯党总理事会主席团第一副主席安德烈·伊萨耶夫呼吁集会者保持平静并遵守法律，他说：“我相信，我们都会倾听集会的声音。如果你们只想表达自己的不满、自己对所发生的事的抗议，那么就表达吧。但不要被那些想要破坏我们国家的人当枪使，不要听信挑拨离间。”
俄中央选举委员会副主席斯坦尼斯拉夫·瓦维洛夫拒绝反对派提出的重新计票要求，他在接受采访时说：“相关文件已经签署，选举被认为有效，没有任何理由给出其他评价。重新统计选举结果没有任何依据。”